# Skrajnie niska częstotliwość
Skrajnie niska częstotliwość, skrajnie mała częstotliwość, ELF (od ang. extremely low frequency) – zakres fal radiowych o częstotliwości 3–30 Hz (i długości fali od 10 000 do 100 000 kilometrów), wykorzystywany przez Marynarkę Wojenną Stanów Zjednoczonych oraz
Marynarkę Wojenną Rosji do łączności z zanurzonymi okrętami podwodnymi.
Ze względu na duże przewodnictwo elektryczne wody morskiej przekazywanie okrętom podwodnym informacji za pomocą fal elektromagnetycznych jest utrudnione. Najgłębiej docierającymi sygnałami są właśnie fale radiowe o niskiej częstotliwości. Niewielka szerokość pasma dostępna przy użyciu ELF uniemożliwia podział na kanały transmisyjne i wykorzystanie przekazu do przesyłania złożonych informacji. Zazwyczaj ELF stosuje się do zasygnalizowania zanurzonemu okrętowi konieczności przejścia na głębokość peryskopową lub wynurzenia w celu nawiązania transmisji na wyższych częstotliwościach.

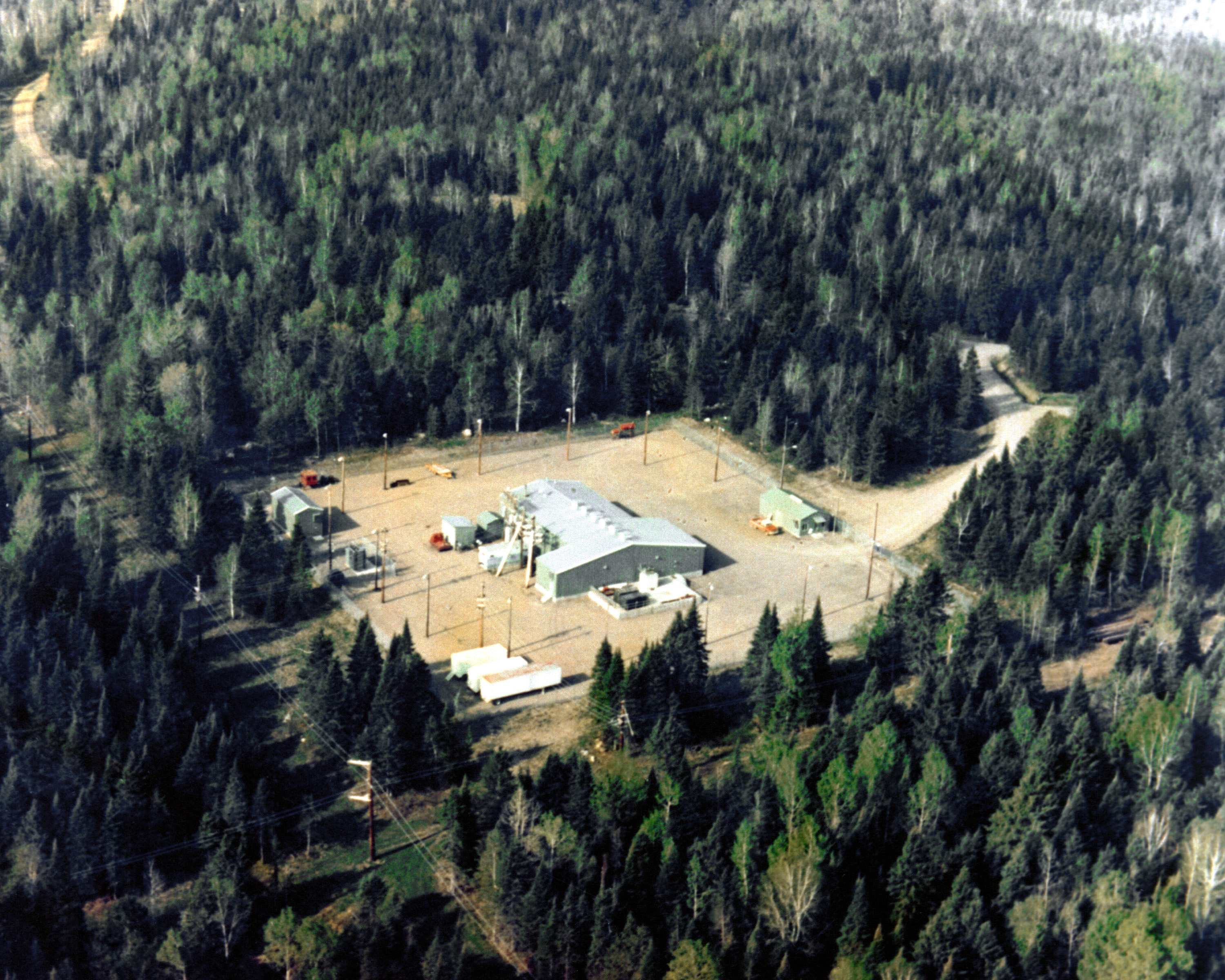
Ośrodek badawczy Chequamegon National Forest w amerykańskim stanie Wisconsin

Jednym z problemów związanych z nadawaniem na zakresie częstotliwości ELF jest rozmiar anteny. W początkowym etapie prac nad systemem łączności z użyciem częstotliwości 30 Hz wyliczenia wskazywały, że konieczne będzie użycie macierzy antenowej o łącznej długości przewodów wynoszącej 96 tys. kilometrów. Stany Zjednoczone utrzymywały 2 ośrodki nadawcze, Chequamegon National Forest w stanie Wisconsin (antena o długości 45 km) oraz the Escanaba State Forest w Michigan (antena o długości 90 km). W obu stacjach jako anteny nadawczej używano linii przesyłowych wysokiego napięcia. Z uwagi na niską sprawność anten w tym pasmie nadajniki muszą dostarczać duże ilości energii. W roku 1984 do nawiązania łączności zastosowano antenę ciągniętą przez łódź przy korzystaniu z mocy nadawczej równej 2,2 MW. Oba ośrodki zlikwidowano we wrześniu 2004 roku.
Możliwy wpływ ELF na środowisko naturalne wzbudzał obawy – w 1984 roku zawieszono pracę nad budową systemu nadawczego, aby zbadać ekologiczne aspekty technologii. Na badania przeznaczono 25 milionów dolarów, aby ostatecznie stwierdzić, że efekty działania anten ELF są bardzo podobne do efektów tworzonych przez zwykłe linie wysokiego napięcia.
Nadajniki pracujące na częstotliwości 20 Hz są również spotykane w urządzeniach stosowanych do kontroli rurociągów.
Radioamatorzy nagrywają sygnały ELF odbierane przy wykorzystaniu własnoręcznie wykonanych anten, aby odtworzyć je w przyspieszeniu. Pozwala to „usłyszeć” naturalne fluktuacje pola magnetycznego Ziemi.